# Asperisporium caricae
Asperisporium caricae är en svampart som först beskrevs av Speg., och fick sitt nu gällande namn av André Maublanc 1913. Asperisporium caricae ingår i släktet Asperisporium och familjen Mycosphaerellaceae.   Inga underarter finns listade i Catalogue of Life.